# Berberis uniflora
Berberis uniflora là một loài thực vật có hoa trong họ Hoàng mộc. Loài này được F.N.Wei & Y.G.Wei mô tả khoa học đầu tiên năm 1995.